# Stylaster gracilis
Stylaster gracilis is een hydroïdpoliep uit de familie Stylasteridae. De poliep komt uit het geslacht Stylaster. Stylaster gracilis werd in 1850 voor het eerst wetenschappelijk beschreven door Milne Edwards & Haime. 